# Guy Mazzoni
Guy Mazzoni (ur. 29 sierpnia 1929 w Tunisie, zm. 25 października 2002 w Montreuil) – francuski szachista.
Największe sukcesy w karierze osiągnął w latach 60. XX wieku, dwukrotnie (1961, Paryż i 1965, Dunkierka) zdobywając tytuł indywidualnego mistrza Francji. Poza tym, w roku 1954 w finałowym turnieju zajął II miejsce. W latach 1964 i 1966 dwukrotnie (w tym raz na I szachownicy) reprezentował narodowe barwy na szachowych olimpiadach, rozgrywając 29 partii, w których uzyskał 14½ pkt.
Wystąpił w wielu międzynarodowych turniejach, w tym dwa razy (1963, Enschede i 1966, Haga) w turniejach strefowych (eliminacji mistrzostw świata).